# Krukoveț, Sambir
Krukoveț (în ucraineană Круковець) este un sat în comuna Pohirți din raionul Sambir, regiunea Liov, Ucraina.

## Demografie
Componența lingvistică a localității Krukoveț
     Ucraineană (100%)
Conform recensământului din 2001, toată populația localității Krukoveț era vorbitoare de ucraineană (100%).